# فؤاد حسین
فؤاد حسین ملکشاهی (به کردی: فوئاد حوسێن) (به عربی: فؤاد حسین) (زاده ۱۹۴۹ در خانقین) سیاستمدار کرد عراقی شیعه از حزب دموکراتیک کردستان و وزیر امور خارجه عراق است.